# لا ایگلسوئلا دل سید
لا ایگلسوئلا دل سید (به اسپانیایی: La Iglesuela del Cid) یک شهرستان در اسپانیا است که در استان تروئل واقع شده‌است.

## خصوصیات
لا ایگلسوئلا دل سید ۴۰ کیلومترمربع مساحت و ۵۰۱ نفر جمعیت دارد.